# Insolvenzgrund
Das deutsche Insolvenzrecht kennt drei Insolvenzgründe, die Anlass zur Eröffnung eines Insolvenzverfahrens sein können. Dies sind Zahlungsunfähigkeit (§ 17 InsO), drohende Zahlungsunfähigkeit (§ 18 InsO) und Überschuldung (§ 19 InsO).

## Zahlungsunfähigkeit
Gemäß § 17 Abs. 2 Satz 1 Insolvenzordnung liegt Zahlungsunfähigkeit vor, wenn der Schuldner nicht in der Lage ist, die fälligen Zahlungspflichten zu erfüllen.
Der Bundesgerichtshof (BGH) hat 2005 entschieden, dass Zahlungsunfähigkeit zu vermuten ist, wenn der Schuldner nicht in der Lage ist, seine am Stichtag fälligen Zahlungspflichten binnen spätestens 3 Wochen zu mindestens 90 % zu erfüllen.
Zur Ermittlung der Zahlungsunfähigkeit werden alle fälligen Zahlungsverpflichtungen herangezogen. Darunter fallen auch jene Geldschulden, die vom Gläubiger bislang nicht angemahnt, eingeklagt oder vollstreckt wurden, sowie Überziehungen von Kontokorrentkreditlinien. Nicht in die fälligen Zahlungspflichten einzurechnen sind diejenigen Zahlungsverpflichtungen, die vom Gläubiger freiwillig oder unfreiwillig gestundet wurden oder anderweitig derzeit nicht ernsthaft eingefordert werden.
Unter die Summe der liquiden Mittel fallen all jene, die am Stichtag zur Verfügung stehen, somit sämtliche Kontoguthaben, Bargeldbestände und auch  nicht ausgeschöpfte Teile bestehender Kreditlinien.
Besteht im Fall des stichtagsbezogenen Vergleichs von fälligen Zahlungspflichten und liquiden Mitteln eine Unterdeckung von mehr als 10 %, so liegt dann ausnahmsweise doch keine Zahlungsunfähigkeit vor, wenn die Liquiditätslücke spätestens binnen 3 Wochen beseitigt bzw. auf weniger als 10 % zurückgeführt werden kann. Insoweit sind neben den binnen 3 Wochen liquidierbaren Mitteln (z. B. aus eingehenden Forderungen) auch die im selben Zeitraum anwachsenden fälligen Zahlungspflichten (z. B. aus laufenden Geschäften, Steuern oder Löhnen) zu berücksichtigen.
Liegt Zahlungsunfähigkeit vor und ist der Schuldner eine juristische Person oder eine Personengesellschaft ohne voll haftende natürliche Person (z. B. GmbH & Co. KG), so besteht nach § 15a InsO eine strafrechtlich relevante Pflicht zur Insolvenzantragstellung.

## Drohende Zahlungsunfähigkeit
Auf Antrag des Schuldners kann ein Insolvenzverfahren auch eingeleitet werden, wenn Zahlungsunfähigkeit noch nicht eingetreten ist, der Schuldner jedoch voraussichtlich nicht in der Lage sein wird, die
bestehenden Zahlungspflichten im Zeitpunkt der Fälligkeit zu erfüllen (drohende Zahlungsunfähigkeit; § 18 Abs. 2 InsO).
Zur Beurteilung dieser Frage ist in der Regel der Finanzplan heranzuziehen.

## Überschuldung
Eine juristische Person ist gemäß § 19 Abs. 1 der Insolvenzordnung auch verpflichtet, einen Insolvenzantrag zu stellen, wenn sie überschuldet ist. Überschuldung liegt vor wenn das Vermögen die bestehenden Verbindlichkeiten nicht mehr deckt; dasselbe gilt sinngemäß für eine Personengesellschaft, bei der kein persönlich haftender Gesellschafter eine natürliche Person ist. Um die Überschuldung zweifelsfrei zu erkennen, muss das betroffene Unternehmen einen Überschuldungsstatus als Sonderbilanz aufstellen. Hierbei kann nach zwei unterschiedlichen Prinzipien das Vermögen eines Unternehmens ermittelt werden.

### Prinzip Nr. 1: Die Fortführungsbilanz
Wenn mit überwiegender Wahrscheinlichkeit erwartet werden kann, dass das Unternehmen in den nächsten zwei Jahren zahlungsfähig bleibt (positive Fortführungsprognose), sind bei der Bewertung der Aktiva und Passiva die so genannten „Fortführungswerte“ zugrunde zu legen. Voraussetzung für eine Fortführungsprognose ist ein dokumentiertes Unternehmenskonzept, das auf einer sorgfältigen Analyse der Ausgangssituation und der Perspektiven beruht und einen Finanz- und Ergebnisplan sowie Planbilanzen umfasst.
Ergibt die Fortführungsbilanz, dass die Aktiva die Passiva decken, besteht keine Überschuldung. Eine positive Fortführungsprognose hilft allerdings nicht weiter, wenn das Unternehmen selbst zu Fortführungswerten überschuldet ist. Dann liegt in jedem Fall eine insolvenzantragspflichtige Überschuldung vor.

### Prinzip Nr. 2: Die Liquidationsbilanz
Ergibt der Finanzplan, dass das Unternehmen nicht mindestens bis zum Ende des nächsten Geschäftsjahres zahlungsfähig bleibt, ist die Fortführungsprognose negativ. Der Überschuldungsstatus muss dann zu Liquidationswerten aufgestellt werden.